# Bakficka

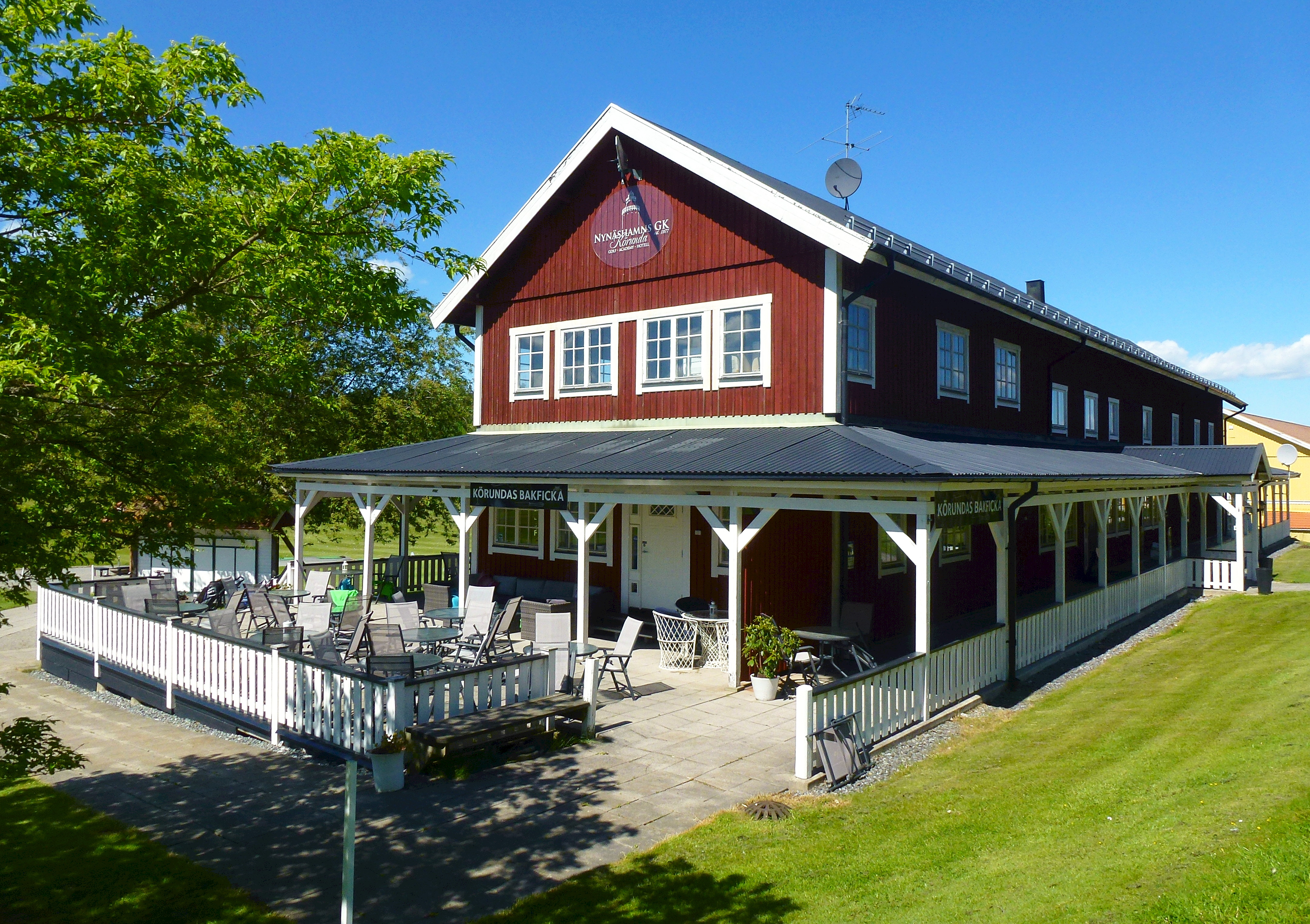
Körundas Bakficka vid Körunda Golf- och konferenshotell.

En bakficka är en typ av liten restaurang, som ofta delar kök med ett större etablissemang men där servering sker av lite enklare rätter, exempelvis så kallad bistromat. En ofta serverad rätt kan vara pyttipanna lagad på i och för sig användbara köttbitar som har blivit över när man har skurit till biffar för den större restaurangen.
Det är ofta restauranger med hög pris- och ambitionsnivå i sin huvudmatsal som håller sig med en bakficka. På bakfickan ligger ofta prisnivån avsevärt lägre. På så sätt kan man totalt sett erbjuda ett större urval av prisnivåer i sin restaurang och locka in gäster som eventuellt avskräcks av prisnivån i huvudmatsalen.